# 高烽
高烽（1955年3月—），男，汉族，四川汶川人，中华人民共和国政治人物。中共十七大、十八大代表。

## 生平
曾任四川省体改委副主任、四川省政府体改办主任、四川省国土资源厅厅长等职。2004年，他外放地方，出任中共广元市委书记，并于翌年兼任同市人大常委会主任。
2008年转任四川省交通厅厅长、党组书记，2009年四川省交通厅改制为交通运输厅后，出任首任厅长。2013年，他当选为四川省政协副主席、秘书长，2016年，不再兼任四川省政协秘书长。